# Light of Truth Award
Beim Light of Truth Award handelt es sich um einen Preis, der von der International Campaign for Tibet (ICT), die sich seit der gewaltsamen Besetzung Tibets durch die Volksrepublik China 1950 für die Rechte der tibetischstämmigen Bevölkerung einsetzt, vergeben wird. 

## Vergabe
Bei dem Preis handelt es sich um eine einfache tibetische Butterlampe. Sie symbolisiert ein außergewöhnliches Licht, welches jeder der Preisträger nach Tibet getragen hat. Die ICT stiftet den Light of Truth Award an Personen und Organisationen, die wesentliche Beiträge geleistet haben für die öffentliche Aufarbeitung sowie den Kampf für die Menschenrechte und demokratischen Freiheiten des tibetischen Volkes. Der Light of Truth Award stellt den ehrenvollsten Preis der tibetischen Exilbewegung dar und wird auf Wunsch des ICT jährlich durch den Dalai Lama überreicht.

## Preisträger (Auswahl)
- 1995: Abraham Michael Rosenthal
- 1996: Richard Gere, Lavinia Currier und Michael Currier
- 1997: Charlie Rose und Claiborne Pell
- 1998: Martin Scorsese und Melissa Mathison
- 1999: Hugh Edward Richardson und Danielle Mitterrand
- 2000: Richard C. Blum
- 2001: Das Volk Indiens, empfangen durch Ramaswamy Venkataraman
- 2002: Heinrich Harrer und Petra Kelly
- 2003: Benjamin A. Gilman, Michele Bohana und Robert Thurman
- 2004: Otto Graf Lambsdorff, Irmtraut Wäger und Václav Havel
- 2005: Elie Wiesel, Carl Gershman und Lowell Thomas junior
- 2006: Hergé Foundation und Desmond Tutu
- 2009: Julia Taft und Wang Lixiong
- 2011: George Patterson
- 2013: Robert Ford, International Commission of Jurists, Sigrid Joss-Arnd, Christian Schwarz-Schilling, Theo van Boven[1]